# Canal Trece (Colombia)
No debe confundirse con Canal 13 (Buenos Aires), Canal 13 (México) o Canal 13 (Chile).
Canal TRECE es un canal de televisión regional abierta colombiano que cubre a la ciudad de Bogotá y los departamentos de Cundinamarca, Boyacá, Tolima y Huila y las regiones de la Orinoquía y Amazónica.
Fue lanzado en 1998 como Teveandina por los gobiernos de 14 departamentos del país. Al ser una estación de televisión mixta, es propiedad de estos 14 departamentos y tiene como socio mayoritario al Ministerio de Tecnologías de la Información y las Comunicaciones (MinTIC).
Después de la crisis en la industria de televisión nacional tras la apertura de los canales privados Caracol Televisión y RCN Televisión, el canal entró en una crisis comercial y varias de las empresas programadoras que tenía contratadas en esa época quebraron o migraron a Caracol y RCN. La situación empeoró hasta que el canal se declaró en bancarrota en 2000 y tuvo que ser rescatado de la liquidación por Telecom Colombia y  ANTV en un pago de COP$900 millones.

## Historia
El Canal TRECE fue lanzado originalmente en 1998 como Teveandina, cuya concepción fue parte de un proyecto para asignar un canal de televisión pública departamental a la gobernación de Boyacá. El proyecto se fue desarrollando por más de dos años y, en ese lapso, el enfoque fue cambiado de un canal departamental a un canal regional. Por ende, la gobernación de Boyacá buscó asociarse con otras gobernaciones de otros departamentos para conformar la nueva estación. La gobernación entró en negociaciones con el gobierno local de Cundinamarca, pero esta fracaso, ya que la administración de ese departamento estaba en negociaciones para que el Canal regional de Bogotá expandiese su futura cobertura a Cundinamarca, que al final no pasó. La gobernación de Boyacá, más adelante, entró a negociar con el departamento de Santander, pero su gobierno local ya tenía previsto su propio proyecto del canal (el actual Canal TRO) y solo estaban dispuestos a asociarse con Boyacá como socios secundarios.
Fue entonces, cuando en una reunión social, el entonces gobernador de Boyacá, José Benigno Perilla habló con el boyacense Julio Molano, presidente de Telecom para esa época, y le propuso la idea de hacer un canal de televisión. La respuesta positiva fue casi que inmediata. El canal entró en conversaciones con Tolima y Huila, quienes aceptaron ser socios del canal. Más adelante se fueron uniendo los demás departamentos que formarían parte del canal, hasta conformar un grupo de 14, al cual el último en unirse, a mediados de 1997, fue Cundinamarca, paradójicamente el primero con el que se habló.
El canal fue lanzado como señal de prueba el 21 de octubre de 1997, Teveandina fue lanzada oficialmente el 1 de septiembre de 1998, y estaba disponible en Bogotá y otros 14 departamentos del país: Amazonas, Arauca, Boyacá, Caquetá, Casanare, Cundinamarca, Guainía, Guaviare, Huila, Meta, Putumayo, Tolima, Vaupés y Vichada.
Al principio, el canal se limitaba a la emisión de bloques de programación adquiridos por empresas de terceros en su propia señal, quienes rentaban espacio para vender sus producciones. Tras la inauguración de los primeros canales privados en el país en 1998, el canal atravesó una gran crisis económica debido a la caída en la audiencia que trajo la apertura de señales. Debido a ello, varias empresas productoras se migraron a Caracol Televisión y a RCN Televisión como principales clientes, por lo que Teveandina empezó a emitir infomerciales para mantener su señal al aire. Sin embargo, en 2000 el canal se declaró en bancarrota. No obstante, Telecom Colombia (actualmente Movistar Colombia), el socio mayoritario del canal, aportó 700 millones de pesos para mantener la empresa, y la Autoridad Nacional de Televisión (ANTV) aportó 200 millones de pesos más para pagar los salarios de los empleados.
En 2001 se cambió la administración del canal, y se buscó un nuevo norte al negocio, identificando un nicho de mercado que hasta entonces estaba desatendido por los canales tanto públicos como privados: Los jóvenes. Con este nuevo enfoque se cambió el nombre de Teveandina a Canal Tr3ce, se rediseñó la imagen y se inició una nueva etapa. De esta manera se rediseñó la estructura del canal, creando la programación para los jóvenes, lo que implicó empezar a producir en las instalaciones del canal, lo que no había sido concebido en sus inicios. Se realizaron alianzas estratégicas con dos importantes empresas (Telemultimedia y HOB), con las cuales se diseñaron dos productos novedosos y exclusivos para jóvenes: Play TV y ShowBiz, los cuales manejaban un modelo de televisión interactiva, en el cual los televidentes programaban sus videos y participaban en concursos a través de llamadas telefónicas a líneas pagas, usándose posteriormente mensajes de texto (SMS). Con este nuevo modelo el canal logró tener una programación de 24 horas, y la interactividad se convirtió en un rubro que permitió sostener la operación del canal. A partir de 2003, se inició la comercialización del canal, es decir la venta de pauta publicitaria. Así mismo, se creó la franja Prime de 7:30 a 10:00 p.m., en la cual se proporcionó una alternativa diferente a los jóvenes, con programas culturales y de entretenimiento de alta calidad.
En 2004 asumió la dirección del canal una nueva administración que ha buscado posicionar y consolidar la imagen a través de diversas estrategias, entre las cuales están el adoptar el color naranja como distintivo, reducir el porcentaje de videos y aumentar la programación de otros tipos. Se dio un especial énfasis a la comercialización de los programas del canal, de manera que se convirtió en el rubro más importante del canal y junto con los servicios de producción, ha permitido hacer el canal sostenible y rentable. Con la liquidación de Telecom, Canal Trece pasó a ser propiedad de Mintic, por cuanto este posee el 91% de las acciones de la entidad y el 9% restante a las Gobernaciones de Boyacá, Caquetá, Casanare, Cundinamarca, Putumayo, Huila, Meta, Tolima y Guaviare.
El 8 de julio de 2016, Canal TRECE comenzó sus emisiones por la TDT transmitiendo únicamente vídeos musicales del programa Play TV ya que en la red pública aparece registrado como Canal TRECE SD, pero actualmente está en señal de pruebas. Luego de una campaña de dos años (cuyo eslogan era "Adopta a un amigo que NO tenga el Trece") el canal fue añadido a la oferta de la plataforma satelital DirecTV el 22 de agosto de 2016, compartiendo frecuencia con los canales regionales Canal TRO y Telecafé. Canal TRECE solo emitía 8 horas al día (en horarios que se rotan cada 4 meses) de manera temporal, debido a restricciones técnicas que han impedido la incorporación de los 3 canales a la grilla de canales de DirecTV en el pasado.
A partir del 1 de noviembre de 2016, la antropóloga Catalina Ceballos asumió la gerencia del canal, luego de que Lennart Rodríguez renunciara al cargo después de haber estado en el puesto durante 5 años.
El 12 de junio del 2018, debido a la promulgación de la sentencia T599 del 2016, la operadora satelital DirecTV agregó al Canal TRECE en su grilla de programación, dentro del dial 149 al nivel nacional. A finales de noviembre de 2018, y ante la crisis financiera que afecta al canal, Catalina Ceballos renunció a la gerencia del Canal Trece.
En 2019, luego de la salida de Catalina Ceballos en el año anterior, el Ministerio de las tecnologías y la información delegó a la abogada Gina Albarracín como gerente (encargada) quien en poco tiempo logró sacar al canal de la crisis financiera en la que se encontraba. El día 12 de septiembre de 2019, la Junta Directiva la nombró como gerente en propiedad.
El 9 de noviembre de 2022, fue nombrado en la gerencia del Canal TRECE el abogado John Alejandro Linares Camberos.
Con la llegada Linares Camberos, se busca visibilizar e impulsar la inclusión, diversidad y riqueza cultural de los 14 departamentos de la Región Andina Oriental (Boyacá, Cundinamarca, Tolima, Huila). La Orinoquía (Arauca, Meta, Casanare, Vichada) y Amazonía (Amazonas, Caquetá, Putumayo, Vaupés, Guaviare y Guainía).
Durante sus primeros meses de gestión efectuó el cambio societario de LTDA a Sociedad por Acciones Simplificada.
La apuesta estratégica de la gerencia liderada por Alejandro Linares, se enmarcan en dos líneas: la primera de ellas denominada innovación y desarrollo, a través de: Renovación tecnológica, desarrollo de nuevos contenidos y programas, Incremento nivel de audiencia y cobertura.
La segunda línea de la gerencia de Linares Camberos se enmarca en: La sostenibilidad financiera, a través de: incremento en ventas, Desarrollo de nuevos negocios a nivel regional e internacional. Rediseño de portafolio de servicios (tecnología convergente y transmedia) y el cuidado del medio ambiente.

## Plataforma OTT
| Logo | Nombre | Programación | Canales                  |
| ---- | ------ | --- | ------------------------ |
|      | Trece+ | Canal regional de música y cultura, se emitío en señal de pruebas desde 2016 como una señal alterna musical de Canal TRECE | 17.2 (TDT) y repetidoras |

## Programación
Su programación es musical, educativa y de entretenimiento para los jóvenes. Además de contar

## Gerentes
- Lennart Rodríguez (2011-2016)
- Catalina Ceballos (2016-2019)
- Gina Albarracín (2019-2022) Encargada
- John Alejandro Linares Camberos (2022-presente)